# Carl Conrad Gustav Knuth
Carl Conrad Gustav lensbaron Knuth (20. november 1761 – 20. december 1815 på Rudbjerggaard) var en dansk godsejer og postdirektør.
Han var søn af kammerherre, Højesteretsassessor Conrad Ditlev lensbaron Knuth til baroniet Conradsborg og Conradine Augusta f. komtesse Reventlow, var født 20. november 1761, blev 1783 kammerjunker, 1785 juridisk kandidat og auskultant i Rentekammeret, 1801 3. direktør i Generalpostamtet, 1802 kammerherre og 2. direktør, deltog 1808 i Hamborg i forhandlingerne om ophævelsen af det derværende danske postkontor, men tog allerede 1809, efter i flere år at have været svagelig, sin afsked og trak sig tilbage til sine ejendomme på Lolland, Fredsholm, Gottesgabe og Rudbjerggård, på hvilken sidste han døde 20. december 1815.
Han blev gift 1. gang 17. maj 1790 med Susanne f. le Sage de Fontenay (23. februar 1766 – 14. februar 1812), datter af admiral Carl Frederik le Sage de Fontenay; 2. gang 7. marts 1815 med Christiane Louise baronesse Roll, f. Humble (f. i København 7. oktober 1775), datter af Franz Joachim Humble og Anna Maria f. Neumann.